# The Student Prince
The Student Prince é um filme musical estadunidense de 1954 dirigido por Richard Thorpe e estrelado por Ann Blyth, Edmund Purdom, John Ericson, Louis Calhern, Edmund Gwenn, SZ Sakall e Betta St. John. O filme é uma adaptação da opereta homônima de 1924 composta por Sigmund Romberg com letra de Dorothy Donnelly. O roteiro do filme foi escrito por Sonya Levien e William Ludwig.
Baseado na peça de teatro Old Heidelberg de Wilhelm Meyer-Förster (uma adaptação de seu obscuro romance de 1898 Karl Heinrich), o filme é sobre um jovem príncipe impetuoso de um pequeno reino alemão que deve escolher entre seu romance com uma garçonete e sua iminente morte. Deveres reais. Foi filmado e lançado em CinemaScope e Ansco Color.
Durante a produção, a estrela original Mario Lanza deixou o projeto antes da filmagem principal, necessitando de sua substituição de última hora pelo menos conhecido Purdom. Por causa do acordo contratual entre Metro-Goldwyn-Mayer e Lanza, as músicas que o Lanza havia gravado foram dubladas sobre a voz de Purdom.

## Sinopse
Perto da virada do século 20, o jovem príncipe Karl de Karlsburg, um reino pequeno, mas ferozmente orgulhoso dentro do Império Alemão, é neto de um dos poucos reis mesquinhos da Europa Central de língua alemã.
Karl foi criado a maior parte de sua vida para o exército, mas quando chega a hora de se casar, a princesa que foi escolhida para ele não suporta sua formalidade rígida. Seu tutor recomenda que ele seja enviado para uma universidade em Heidelberg para desenvolver uma maneira mais fácil e sociável.
Ele eventualmente se infiltra na mistura social da universidade, é aceito por seus colegas e se apaixona profundamente por Kathie, uma garçonete bonita, popular e com inclinação musical que detém a corte no biergarten local. Quando seu avô morre inesperadamente, Karl deve se casar com a princesa e tomar seu lugar em Karlsburg. Ele retorna a Heidelberg uma última vez para se despedir de Kathie comovente.

## Elenco
- Ann Blyth como Kathie Ruder
- Edmund Purdom como Príncipe Karl
  - Mario Lanza como a voz de Karl
- John Ericson como Conde Von Asterburg
- Louis Calhern como Rei Fernando de Karlsburg
- Edmund Gwenn como Prof. Juttner
- S.Z. Sakall como Joseph Ruder (creditado como S.Z. "Cuddles" Sakall)
- Betta St. John como Princesa Johanna
- John Williams como Lutz
- Evelyn Varden como Rainha
- John Hoyt como Primeiro-Ministro
- Richard Anderson como Lucas
- Roger Allen como Von Fischtenstein
- Steve Rowland como Feuerwald
- Chris Warfield como Richter
- Gilbert Legay como Von Buhler
- Archer MacDonald como Servo Chefe do Corpo
- Charles Davis como Hubert
- John Qualen como Willie Klauber
- Gordon Richards como Major Domo

## Produção
Os créditos do filme mencionam “a voz cantante de Mario Lanza”; Lanza tinha sido originalmente escalado como o príncipe Karl, mas ele foi demitido do filme (algumas fontes afirmam que Lanza saiu voluntariamente do filme). Sob os termos do eventual acordo entre MGM e Lanza, o estúdio manteve os direitos de uso das músicas para a trilha sonora do filme que Lanza já havia gravado. As músicas, incluindo “Beloved” – escrita especialmente para o filme – e a bem lembrada “Serenade”, do show original, se tornariam algumas das mais identificadas com Lanza, mesmo tendo sido proferidas no filme por Edmund Purdom, que assumiu o papel do príncipe Karl. Ann Blyth contracenou com Lanza no blockbuster de 1951 The Great Caruso.
O filme foi dirigido por Richard Thorpe, que substituiu o diretor original Curtis Bernhardt, e foi produzido por Joe Pasternak. O roteiro foi escrito por Sonya Levien e William Ludwig baseado na opereta The Student Prince de Sigmund Romberg e Dorothy Donnelly, que por sua vez foi baseada na peça de 1901 Old Heidelberg de Wilhelm Meyer-Förster. Novas cenas e diálogos reescritos não encontrados na produção cênica também foram adicionados, embora o enredo básico permanecesse o mesmo. Canções adicionais foram especialmente escritas por Nicholas Brodszky e Paul Francis Webster. Muitas das letras de palco originais de Donnelly foram completamente alteradas para o filme. A história foi adaptada para a tela várias vezes, incluindo o filme mudo americano Old Heidelberg (1915), o filme mudo alemão Old Heidelberg (1923), The Student Prince in Old Heidelberg de Ernst Lubitsch (1927) e Old Heidelberg de Ernst Marischka (1959).

## Recepção
O filme foi um sucesso financeiro. De acordo com os registros da MGM, ele ganhou US$ 2 528 000 nos EUA e Canadá e US$ 2 813 000 em outros países, resultando em um lucro de US$ 451 000.

## Trilha sonora
A RCA Victor lançou duas gravações de trilha sonora diferentes, ambas com a voz de Lanza. A primeira, em 1954, foi uma verdadeira trilha sonora de filme gravada em som monofônico. Em vez de reeditar a trilha sonora original em som estereofônico (o que teria sido possível porque o áudio do filme estava em estéreo de quatro faixas e os discos estéreo foram lançados a partir de 1958), a RCA Victor gravou e lançou um álbum totalmente novo em 1959. As letras originais de Dorothy Donnelly foram restauradas no álbum. Ambos os álbuns incluíam as três músicas adicionais escritas especialmente para a versão cinematográfica (“Summertime in Heidelberg”, “I'll Walk with God” e “Beloved”), e ambos os álbuns omitem o solo de Kathie, “Come Boys”.